# Iso-Tärpänä
Iso-Tärpänä är öar i Finland. De ligger i Skärgårdshavet och i kommunen Nådendal i landskapet Egentliga Finland, i den sydvästra delen av landet. Öarna ligger omkring 16 kilometer väster om Åbo och omkring 160 kilometer väster om Helsingfors.
Arean för den av öarna koordinaterna pekar på är 4,4 hektar och dess största längd är 310 meter i sydväst-nordöstlig riktning. Närmaste större samhälle är Åbo, 15,4 km öster om Iso-Tärpänä.